# Фантазия и фуга на тему B-A-C-H
Фантазия и фуга на тему B-A-C-H (нем. Fantasie und Fuge über das Thema B-A-C-H), S.260i/ii (первая/вторая версия) ― произведение для органа, написанное Ференцем Листом в 1855 году и переработанное в 1870 году. За основу сочинения взят мотив B-A-C-H. В начальной версии первая часть композиции называется не фантазией, а прелюдией.
Обе версии произведения были переложены композитором для фортепиано соло (S.529i/ii). Пьеса посвящена органисту Александру Винтербергеру, который исполнил её 13 мая 1856 года. Партитура сочинения была впервые опубликована лейпцигским издательством Breitkopf & Härtel.
Данное произведение, наряду с «Фантазией и фугой на тему хорала Ad nos, ad salutarem undam», является одним из самых известных органных сочинений Листа. Оно было написано для освящения органа работы Фридриха Ладегаста в Мерзебургском соборе.

## Музыка
Тема фуги: